# Carl Fruwirth
Carl Fruwirth, född 31 augusti 1862 i Wien, död 21 juli 1930 i Baden, Österrike, var en österrikisk växtförädlare.
Carl Fruwirth blev professor i växtodling i Hohenheim 1897 och professor i lantbrukslära vid tekniska högskolan i Wien 1907. Han var en av grundläggarna av den vetenskapliga växtförädlingen, och hans arbete som växtförädlare, experimentator, läroboksförfattare och referent kom att bli av stor betydelse för växtförädlingens övergång från 1800-talets empiriska och osäkra metoder till 1900-talets mer systematiska. Fruwirth arbetade med en mängd nyttoväxter och ägnade särskilt intresse åt baljväxterna, humle och hampa. Även som grundare och redaktör av Zeitschrift für Pflanzenzüchtung (från 1913) kom Fruwirth att starkt bidra till uppbyggandet av den moderna växtförädlingen. Bland hans många skrifter märks främst Die Züchtung der landwirtschaftlichen Kulturpflanzen (5 band, 1901–1912), senare utgiven i flera upplagor under titeln Handbuch der lantwirtschaftlichen Pflanzenzüchtung med bidrag från flera olika medarbetare.